# Испанское обновление

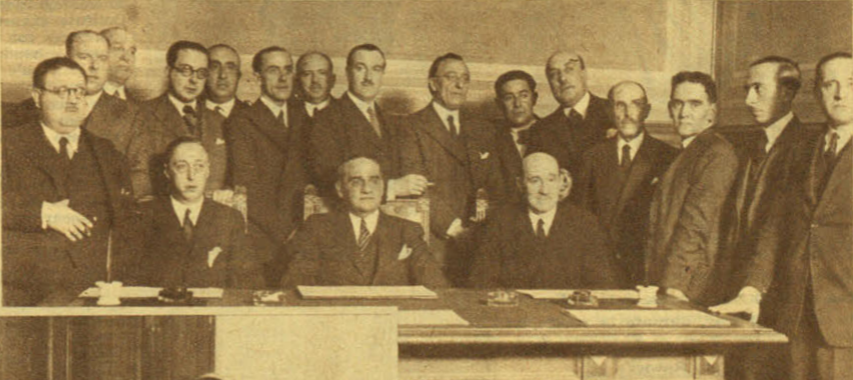
Создание избирательного блока «Традиционалисты и Испанское обновление». В центре лидер партии Антонио Гойкоэчеа.

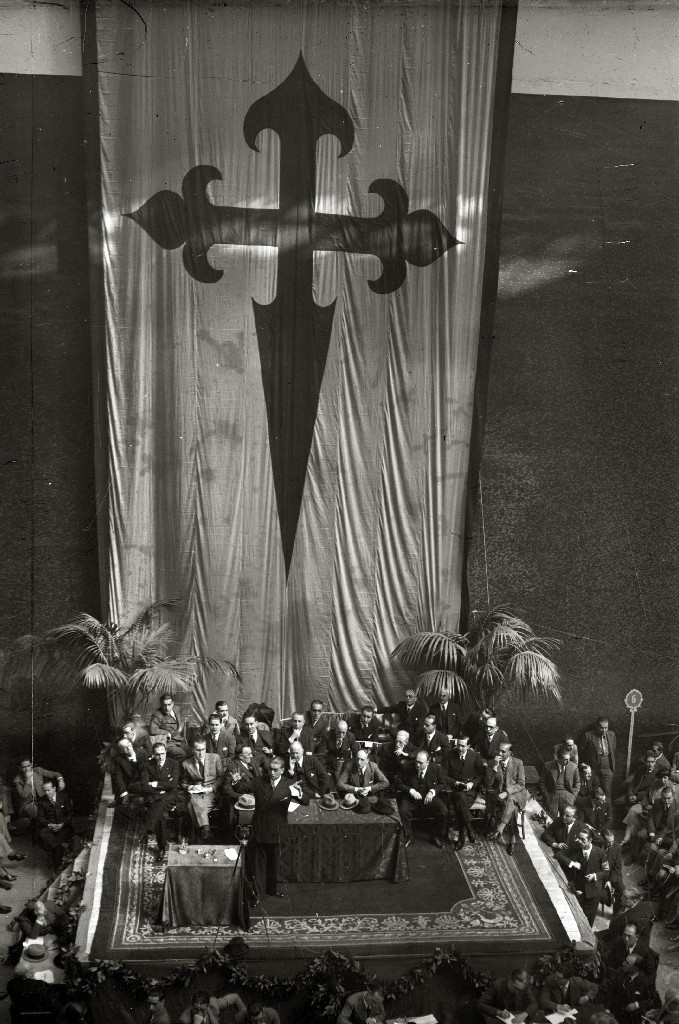
Кальво Сотело выступает на партийном съезде в Сан-Себастьяне, 1935 год.

Испанское обновление (исп. Renovación Española RE) — испанская правая монархическая политическая партия, существовавшая во времена Второй Республики. Партия выступала за восстановление на престоле Альфонсо XIII, чем отличалась от Карлистов, желавших видеть на троне Герцога Хавьера Пармского. Лидерами партии являлись Антонио Гойкоэчеа и Хосе Кальво Сотело. В ходе гражданской войны фактически прекратила своё существование, войдя вместе с рядом других правых партий и движений в состав Испанской Традиционалистской Фаланги СНСН.

## История
Партия была создана в январе 1933 года, когда Гойкоэчеа и некоторые из его последователей отделились от Народного действия после получения одобрения от бывшего короля Альфонсо XIII на создание новой партии. Вначале они поддерживали хорошие отношения с карлистами и пыталась участвовать с ними в различных антиреспубликанских заговорах. Еще до Гражданской войны партия была связана с Фалангой Хосе Антонио Примо де Риверы, ежемесячной выплачивая им пожертвование в размере 10 000 песет. Некоторые политики, такие как Ромуальдо Толедо-и-Роблес были членами обеих партий одновременно.
RE позиционировала себя как монархическая партия, выступавшая в защиту наследия Альфонсо XIII. Несмотря на небольшое представительство в кортесах, она была одной из немногих партий, представлявших интересы высших сословий, в том числе испанской аристократии того времени. Внутри партии существовали две внутренние тенденции: авторитарно-консервативная, возглавляемая Антонио Гойкоэчеа, и другая, которая в большей степени ориентировалась на европейские тоталитарные ультраправые движения того времени, которую с 1934 г. возглавил Хосе Кальво Сотело.
Первоначально партию возглавлял Антонио Гойкоэчеа, пока в 1934 году из ссылки не вернулся Хосе Кальво Сотело и не присоединился к партии. Идеология группы со временем сместилась в сторону контрреволюционного неотрадиционализма под влиянием «Французского действия», которое стремилось культурно влиять на общество, чтобы способствовать государственному перевороту со стороны оппозиции или армии. Кальво Сотело, обладавший большей харизмой, чем Гойкоэчеа, и уже получивший депутатский мандат на ноябрьских выборах 1933 года, благодаря своей манере выступлений и резким выпадам против республиканского правительства, стал фактическим лидером испанских правых. Он предложил создать «Национальный блок» с намерением объединить своих сторонников, но добился только присоединения альбиньянистов и некоторых  карлистов, с которыми он уже в марте 1933 г создал блок «Традиционалисты и испанское обновление» (TYRE). Более радикальная часть партии, возглавляемая Кальво Сотело, стремилась к отказу Альфонсо XIII от престола и передачи прав его сыну Дону Хуану де Бурбону, что по его мнению должно было способствовать объединению монархических сил вокруг неотрадиционалистских идей. RE был тесно связан с Испанским военным союзом (UME) Эмилио Молы, сыгравшим важную роль в планировании переворота, приведшего к гражданской войне.
В середине 1930-х крайне правые, столкнувшись с возможностным правительством, членом которого является Хосе Мария Хиль-Роблес, склонялись к фигуре Кальво Сотело, который, несмотря на то, что стал одним из новых правых лидеров, изначально не извлечь выгоду из этого фактора. К февральским выборам 1936 г. некоторые правые силы были организованы в рамках коалиции Национального контрреволюционного фронта, но этот избирательный проект не был реализован во всех избирательных округах, и поэтому правый союз не был сформирован, как это произошло в 1933 г. По этой причине RE баллотировалась в нескольких округах только под названием «Bloque Nacional». После победы на выборах Народного фронта Кальво Сотело стал главной фигурой правых сил в Кортесах, несмотря на скромный успех партии на выборах.
Убийство Кальво Сотело, совершенное 13 июля 1936 года в отместку за убийство лейтенанта Кастильо днем ранее рассматривалось во время режима Франко как один из спусковых механизмов государственного переворота, положившего начало гражданской войне, хотя современная историография это отрицает. Смерть Кальво Сотело снова сделала Гойкоэчеа лидером движения.
Боевое крыло партии, известное как «зеленые береты», участвовала в восстании вместе с солдатами, Рекете и фалангистами, присоединившись к националистической фракции.
Как и другие политические партии и движения, RE прекратила своё существование после утверждения декрета об объединении и образования  Испанской Традиционалистской Фаланги союзов национал-синдикалистского наступления (FET y de las JONS).

## Персоналии
Помимо Хосе Кальво Сотело, Рамиро де Маэсту и Антонио Гойкоэчеа, партию в Кортесах представляли граф Валельяно, Онорио Маура Гамазо, Франсиско Роа де ла Вега, Педро Сайнс Родригес и Андрес Ребуэльта Мельгарехо. 

## Результаты выборов
| Год  | Глава              | %    | Количество голосов | +/– | Примечания                                            |
| ---- | ------------------ | ---- | ------------------ | --- | ----------------------------------------------------- |
| 1933 | Антонио Гойкоэчеа  | 3.0% | 12 из 473          | -   | В составе коалиции «Unión de Derechas».               |
| 1936 | Хосе Кальво Сотело | 2.5% | 12 из 473          | ▼ 2 | В составе «Национального контрреволюционного фронта». |